# Oxydia olivacea
Oxydia olivacea är en fjärilsart som beskrevs av W. Warren 1895. Oxydia olivacea ingår i släktet Oxydia och familjen mätare. Inga underarter finns listade i Catalogue of Life.